# Francesc López Barrio
Francesc López Barrio (València, 4 de juny de 1958) és un poeta valencià, que treballa com a guionista i director de televisió.
La seva poesia tracta de transmutar la realitat operant sobre el llenguatge. El 1975 va rebre el premi Vicent Andrés Estellés de poesia pel seu llibre Àfrica, ple de referències simbolistes i modernistes influïdes per Arthur Rimbaud. El 1988 un altre poemari seu, A frec de coltell guanyà el Premi La Forest d'Arana.
Com a guionista, és autor del guió de Benifotrem (amb Emili Piera Cardó), emès pel Canal 9 (TVV) el 1995.

## Producció[1]

### Poesia
- A frec de coltell. València: La Forest d'Arana, 1988
- Àfrica. València: Eliseu Climent / 3i4, 1976

### Guions de ficció difosos
- Benifotrem (amb Piera Cardó, Emili). Televisió: Canal 9 TVV, 1995 (4 capítols)

## Premis rebuts[1]
- Premis Octubre-Vicent Andrés Estellés de poesia, 1975: Àfrica[2]
- La Forest d'Arana, 1987: A frec de coltell